# I. Leó örmény király
I. Leó (1150 – Szisz, 1219. május 2.) vagy más számozás szerint, örmény fejedelemként II. Leó, de királyként csak az első, örményül: Լեւոն Ա Մեծագործ (Levon Mecagorc), Uralkodói jelzője: Nagyszerű. A Hegyek ura és Örményország királya Kilikiában. A Rupen-ház utolsó férfi tagja. III. Rupennek, a Hegyek urának az öccse.

## Élete

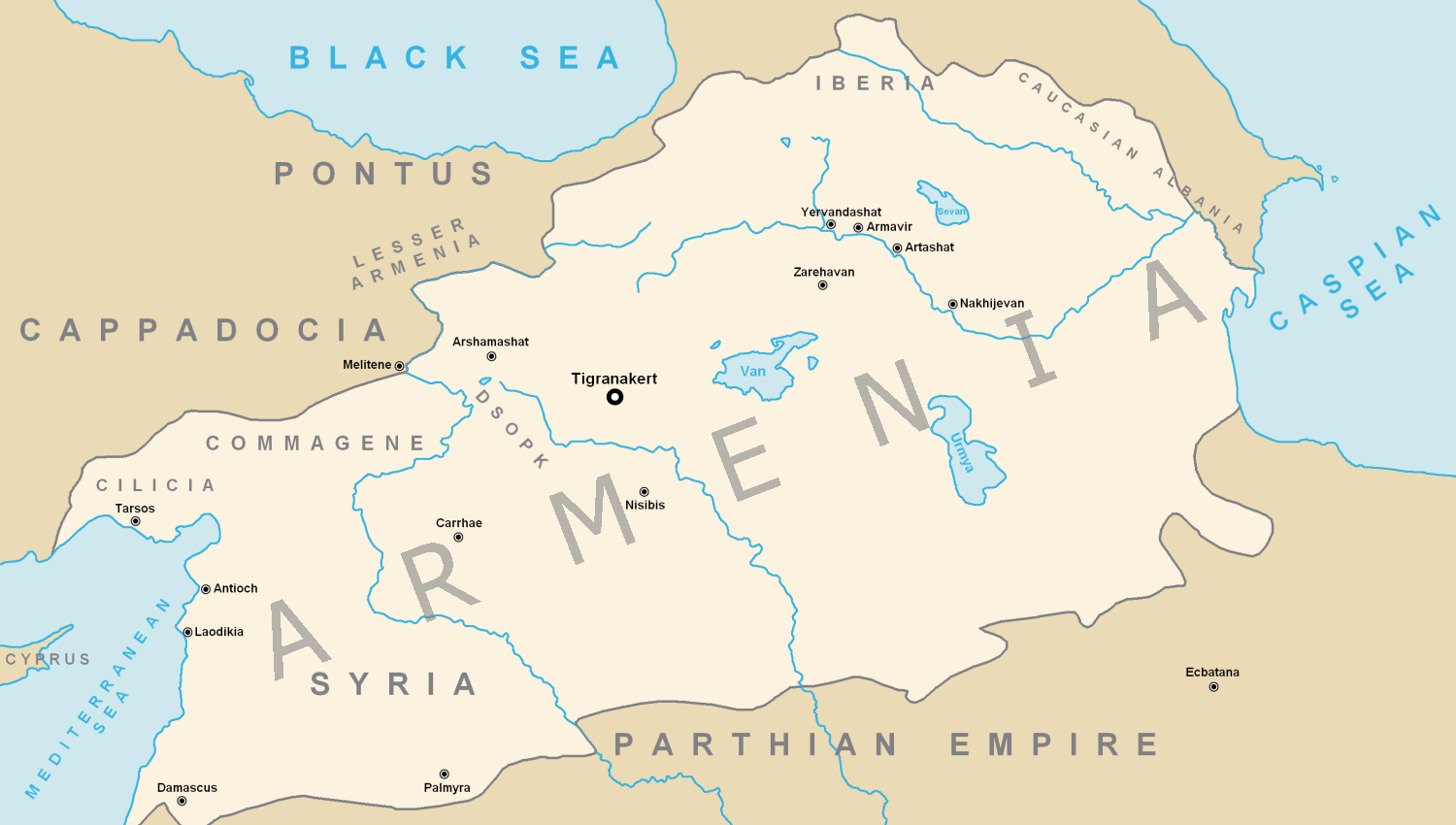
Az örmény állam legnagyobb kiterjedése Nagy Tigranész uralkodása alatt: Nagy-Örményország

Apja István, Kilikia marsallja, I. Leónak, a Hegyek urának a fia, anyja Rita, Szempad (Szembat) barbaroni úr lánya. Bátyja, III. Rupen halála után lett a Hegyek ura Kilikiában. 1199. január 6-án királlyá koronáztatta magát VI. Henrik német-római császártól kapott koronával IV. Ottó német-római császár, III. Ince pápa és III. Alexiosz bizánci császár együttes támogatásával, a mainzi érsek jelenlétében, és alapította meg Kilikiában az új örmény államot 1045 óta.

## Utódlás
Elsőszülött lánya, Stefánia és unokaöccse, Rupen Rajmund ifjabb örmény király mint fiú örökös számítottak az örményországi trónöröklésben a legesélyesebbeknek. Ennek ellenére Leót a kisebbik lánya, Zabel követte a trónon. II. András 1218-as örményországi látogatása változtatott a korábbi helyzeten. A magyar király a szentföldi hadjáratáról hazatérőben útban megállt az örmény fővárosban, Sziszben, ahol az örmény király, I. Leó nagy örömmel fogadta, rokonként üdvözölte, és megegyeztek gyermekeik házasságában. Az örmény király a legkisebb lányát, Zabelt II. András legkisebb fiával, András herceggel jegyezte el, és megtette őket az örmény korona örököseinek. Joscelint, Korikosz urát küldte a magyar udvarba követként a házasság megkötésére és a magyar herceg Örményországba küldésére, hogy ott nevelkedjen. A házasságból azonban nem lett semmi, mert a következő évben, 1219. május 2-án meghalt az örmény király.

Az örmény állam Kilikiában: Kis-Örményország

(A következő szöveg korabeli, XIX. század végi helyesírással és nyelvi stílussal íródott, így némileg eltér a mai változattól): „Leo örmény király Antiochiából követséget küldött hozzá, felajánlván leánya, Izabella kezét harmadik fiának, Andrásnak. [...] II. András ezt az ajánlatot elfogadta azzal a feltétellel, hogy András herczeg legyen Leo utóda az örmény trónon. Ez ügyben úgy András, mint Leo 1219-ben a pápához, III. Honoriushoz, fordultak; ez az eljegyzést megerősítette és kikötötte, hogy a herczeg jegyesének keze révén, (még a menyasszony halála esetén is – látszik, hogy a magyar király minden áron csak az örmény trónutódlást czélozta) az örmény trónt örökölje. I. Laskaris Tódor nikeai császár is ígéretet tett Andrásnak arra nézve, hogy rajta lesz, miként a herczeg az örmény trónt elnyerje. Mindazonáltal az Árpád-háznak ez irányu várandóságából épp úgy nem lett semmi, mint Béla-Elek herczeg byzancziéból. Leo ugyanis már 1220-ban meghalt. Brienne János, jeruzsálemi király – Leónak idősebbik leányát kb. 1216 óta birta nőül – alig hogy hirét vette ipja halálának, Örményországba jött, hogy mint neje örökségét annektálja. Mivelhogy azonban az ország nagyjai követelték, hogy János Ptolemaisban tartózkodó nejét Örményországba hozza, elutazni volt kénytelen. Elutaztakor IV. Bohemund antiochiai herczeg (a Poitou-házból) fia megkérte Izabella kezét s azt 1221-ben a királysággal együtt megkapta; [...] Habár Fülöp már 1222-ben meghalt, II. András fiának jogait nem vitathatta, mert Halicsnak második fia, Kálmán számára való megszerzése nagyon igénybe vette.” Izabella másodszorra örmény unokatestvéréhez ment feleségül.
Az utolsó örmény király, V. Leó is I. Leó leszármazottja volt.

## Gyermekei
- 1. feleségétől, Izabella (–1207) antiochiai úrnőtől, III. Bohemond antiochiai herceg harmadik feleségének, Szibilla hercegnőnek az unokahúgától, elváltak, 1 leány:
  - Stefánia (1195 után–1220) örmény trónkövetelő, férje I. János jeruzsálemi király (1170/75–1237), 1 fiú:
    - Brienne-i János (1216–1220) jeruzsálemi királyi herceg
- 2. feleségétől, Lusignan Szibilla (1198–1225 után) jeruzsálemi és ciprusi királyi hercegnőtől, 1 leány:
  - Zabel (1212/13–1252), 1219-től apja örököseként I. Izabella néven Örményország királynője, 1. férje Poitiers Fülöp (1203–1225) antiochiai herceg, iure uxoris örmény király, IV. Bohemond antiochiai uralkodó herceg harmadszülött fia, nem születtek gyermekei, 2. férje I. Hetum (1215–1270) iure uxoris örmény király, 8 gyermek, többek között:
    - Szaven-Pahlavuni Szibilla (1240 körül–1290), férje VI. Bohemond (1237–1275) antiochiai uralkodó herceg, 4 gyermek, többek között:
      - I. Lúcia (1265 körül–1299) címzetes antiochiai uralkodó hercegnő, Tripolisz grófnője, férje II. Narjot de Toucy (1250 körül–1293), Laterza ura, Durazzó főkapitánya, a Szicíliai (Nápolyi) Királyság tengernagya, 1 fiú:
        - Toucy Fülöp (1285 körül–1300)

    - II. Leó (1236–1289), 1269-től örmény király, felesége Küra Anna (–1285), IV. Hetum lamproni úr lánya, 14 gyermek a házasságából és 2 természetes leány, többek között:
      - Szaven-Pahlavuni Izabella (1276/77–1323) örmény királyi hercegnő, férje Türoszi Amalrik (1270/72–1310) ciprusi királyi herceg, Türosz ura, Ciprus kormányzója, 6 gyermek, többek között:
        - Lusignan János (1206/07–1243) ciprusi királyi herceg, Örményország régense (ur. 1341–1342), felesége N. N., 1 fiú a házasságából+2 természetes fiú, többek között:
          - (Házasságon kívüli kapcsolatából): V. Leó (1342–1393), Örményország királya (ur.: 1374–1375), felesége Soissons Margit (1345/50–1379/1381) ciprusi úrnő, 1 leány a házasságából+3 természetes gyermek

### Korabeli forrás
- Neumann, Karl Friedrich (ford.): Vahram's Chronicle of the Armenian Kingdom in Cilicia, during the time of the Crusades, London, Oriental Translation Fund, 1831. URL: Lásd További információk

### Szakirodalom
- Rüdt-Collenberg, Wipertus Hugo: The Rupenides, Hethumides and Lusignans: The Structure of the Armeno-Cilician Dynasties, Párizs, Klincksieck, 1963
- Rudt de Collenberg, Wipertus Hugo: Les Lusignan de Chypre = EΠETHΡΙΣ 10, Nicosia, 1980
- Wertner Mór: András herczeg, in W. M.: Az Árpádok családi története, Nagy-Becskerek, Pleitz Ferencz Pál Könyvnyomdája, 1892, 452–456.

### Szépirodalom
- Passuth László: Hétszer vágott mező, Szépirodalmi Könyvkiadó, Budapest, 1970